# Daizen Maeda
Daizen Maeda (jap. 前田 大然, Maeda Daizen; * 20. Oktober 1997 in Taishi, Präfektur Osaka) ist ein japanischer Fußballspieler.

## Karriere

### Verein
Maeda erlernte das Fußballspielen in der Schulmannschaft der Yamanashi Gakuin High School. Seinen ersten Vertrag unterschrieb er 2016 beim Matsumoto Yamaga FC. Der Verein spielte in der zweithöchsten Liga des Landes, der J2 League. 2017 wurde er an den Zweitligisten Mito Hollyhock ausgeliehen. Für Mito absolvierte er 36 Zweitligaspiele. 2018 kehrte er zum Matsumoto Yamaga FC zurück. 2018 wurde er mit dem Verein Meister der zweiten Liga und stieg in die erste Liga auf. Für Matsumoto absolvierte er 59 Spiele. Zur Saison 2019/20 wechselte Maeda auf Leihbasis zum portugiesischen Erstligisten Marítimo Funchal. Es handelte sich dabei um seinen ersten Vertrag in Europa. Hier stand er bis Ende Juni 2020 unter Vertrag. Im Juli 2020 kehrte er nach Japan zurück. Von Anfang August 2020 bis Saisonende wurde er vom japanischen Erstligisten Yokohama F. Marinos aus Yokohama ausgeliehen. Nach Ende der Ausleihe wurde er im Februar 2021 von den Marinos fest unter Vertrag genommen. Am Saisonende 2021 wurden er und der Brasilianer Leandro Damião mit jeweils 23 Toren Torschützenkönig der Liga.
Ab Januar 2022 wechselte Maeda zunächst auf Leihbasis nach Schottland zu Celtic Glasgow. Mit einer Kaufpflicht ab Sommer wird Maeda einen langfristigen Vertrag erhalten. In Glasgow traf er auf seinen ehemaligen Trainer aus Yokohama Ange Postecoglou. In der Sommerpause zog Celtic die Kaufoption, nachdem Maeda in 16 Ligaspielen sechs Tore erzielt hatte. Mit Celtic wurde Maeda 2022, 2023, 2024 und 2025 Schottischer Meister.

### Nationalmannschaft
Im Jahr 2019 debütierte Maeda für die japanische Fußballnationalmannschaft. Er hat insgesamt zwölf Länderspiele für Japan bestritten.
Er wurde in den Kader Japans für das olympische Fußballturnier 2020 und die WM 2022 in Katar berufen.

## Erfolge
Matsumoto Yamaga FC
- J2 League: 2018  ▲

Celtic Glasgow
- Schottischer Meister: 2022, 2023, 2024, 2025
- Schottischer Pokalsieger: 2023, 2024
- Schottischer Ligapokal: 2023, 2025

## Auszeichnungen
J1 League
- Torschützenkönig: 2021